# Referéndum sobre la adhesión de Noruega a la Unión Europea de 1994
El referéndum sobre la adhesión de Noruega a la Unión Europea de 1994 fue un plebiscito consultivo celebrado los días 27 y 28 de noviembre de 1994 en el que el país escandinavo rechazó su incorporación como estado miembro de la Unión Europea. Fue la segunda ocasión en que este país celebraba una consulta popular sobre la cuestión europea, tras el referéndum sobre la adhesión a las Comunidades Europeas de 1972 en el que el país también declinó su entrada a la entonces Comunidad Económica Europea.
Las posturas a favor y en contra fueron capitalizadas respectivamente por la entonces primera ministra y líder laborista, Gro Harlem Brundtland y por la líder del Partido de Centro, Anne Enger Lahnstein. Tras el rechazo noruego y la adhesión de Austria, Finlandia y Suecia, la Unión Europea quedó formada por quince países desde el 1 de enero de 1995.

## Contexto y antecedentes
En enero de 1963, Noruega solicitó por primera vez su adhesión a las Comunidades Europeas, que quedó paralizada por el veto de Francia, presidida por de Gaulle. En 1967, se produjo una segunda solicitud de adhesión. El tratado de adhesión se llegó a firmar el 22 de enero de 1972, pero la población noruega votó en contra de la incorporación en un referéndum celebrado en septiembre de 1972.
En enero de 1994, entró en funcionamiento el Espacio Económico Europeo, comportaba que entre los países de la Unión Europea y de la EFTA firmantes existe libre circulación de mercancías, trabajadores, libertad de establecimiento, libre prestación de servicios y libertad de circulación de capitales. Igualmente todos los miembros de este espacio se comprometen al cumplimiento de numerosas reglas comunitarias.
Con esto se llegó a un grado avanzado de integración entre la UE y los países de la EFTA, que sólo debía completarse con elementos institucionales y que sería  relativamente fácil avanzar en la negociación. Austria, Finlandia, Suecia y Noruega entablaron las negociaciones para su adhesión. 
El 24 de junio de 1994 se firmó el tratado de Corfú por los aspirantes, Noruega incluida, y la Unión Europea.
El uno de enero de 1995, se hizo efectiva la ampliación de la Unión Europea con el ingreso de Austria, Finlandia y Suecia que dijeron sí en sus respectivos referéndum celebrados para aprobar los términos del Tratado y Actas de Adhesión firmadas en Corfú.